# Entelloptera rogenhoferi
Entelloptera rogenhoferi es una especie de mantis de la familia Mantidae.

## Distribución geográfica
Se encuentra en África.

## Subespecies
- Entelloptera rogenhoferi maesta
- Entelloptera rogenhoferi rogenhoferi